# Трявна
Трявна (болг. Трявна) — город в Болгарии. Находится в Габровской области, входит в общину Трявна. Население составляет 9831 человек.

## Население
| Трявна                                                                                       | Трявна | Трявна | Трявна | Трявна | Трявна | Трявна | Трявна | Трявна | Трявна | Трявна |
| -------------------------------------------------------------------------------------------- | ------ | ------ | ------ | ------ | ------ | ------ | ------ | ------ | ------ | ------ |
| год                                                                                          | 1946   | 1956   | 1965   | 1975   | 1985   | 1992   | 2001   | 2005   | 2007   | 2009   |
| население                                                                                    | 4355   | 5965   | 9690   | 12 532 | 12 909 | 12 491 | 11 131 | 10 393 | 10 160 | 9831   |
| Источники: Национальный статистический институт, «Citypopulation.de» и «Pop-stat.mashke.org» |        |        |        |        |        |        |        |        |        |        |

## История
В Трявне родился сподвижник Васила Левского, Ангел Кънчев (1850 – 1871). Сам Васил Левский неоднократно бывал в Трявне. 

## Политическая ситуация
Кмет (мэр) общины Трявна — Драгомир Иванов Николов (независимый) по результатам выборов в правление общины.

## Фото

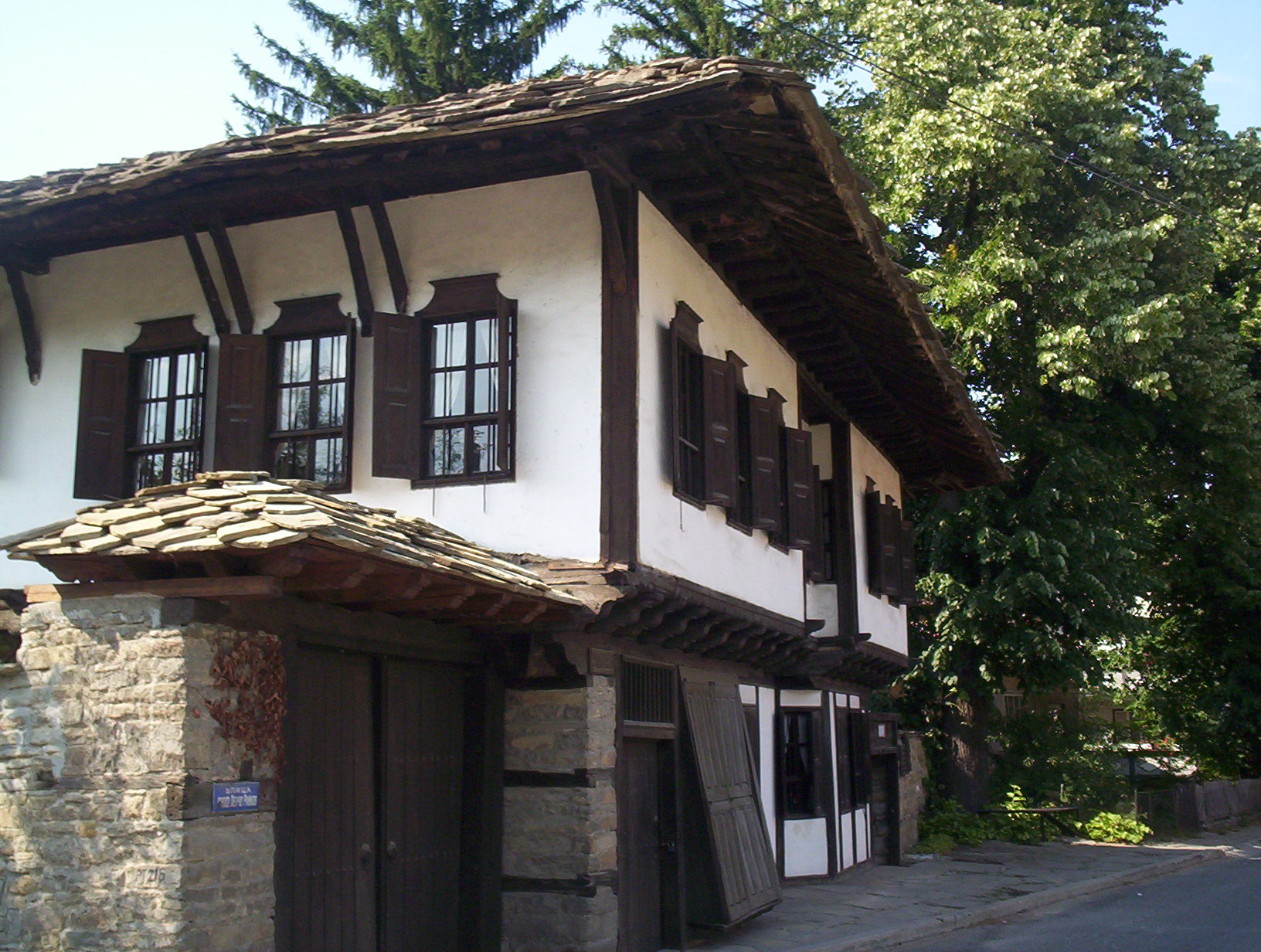
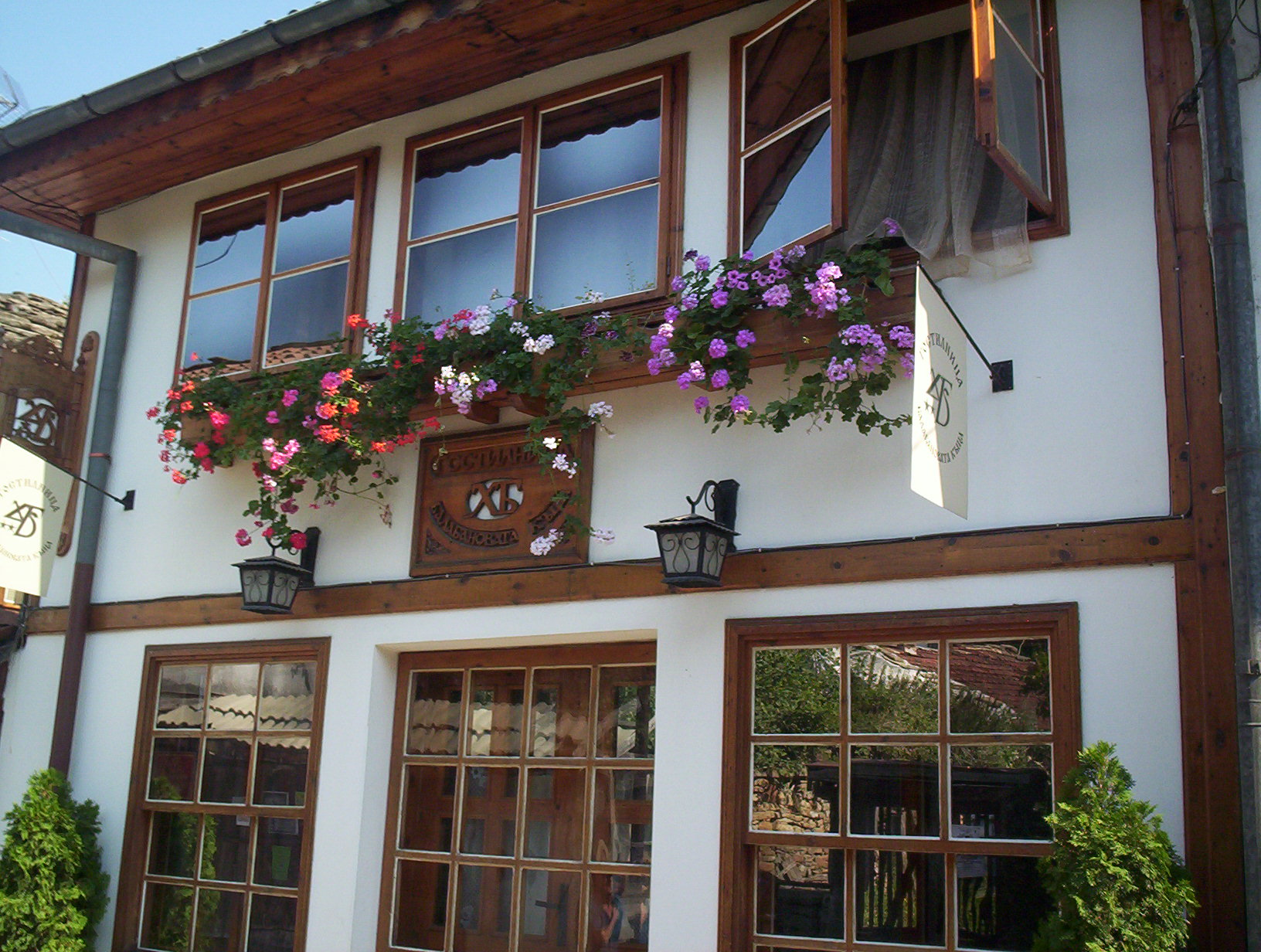
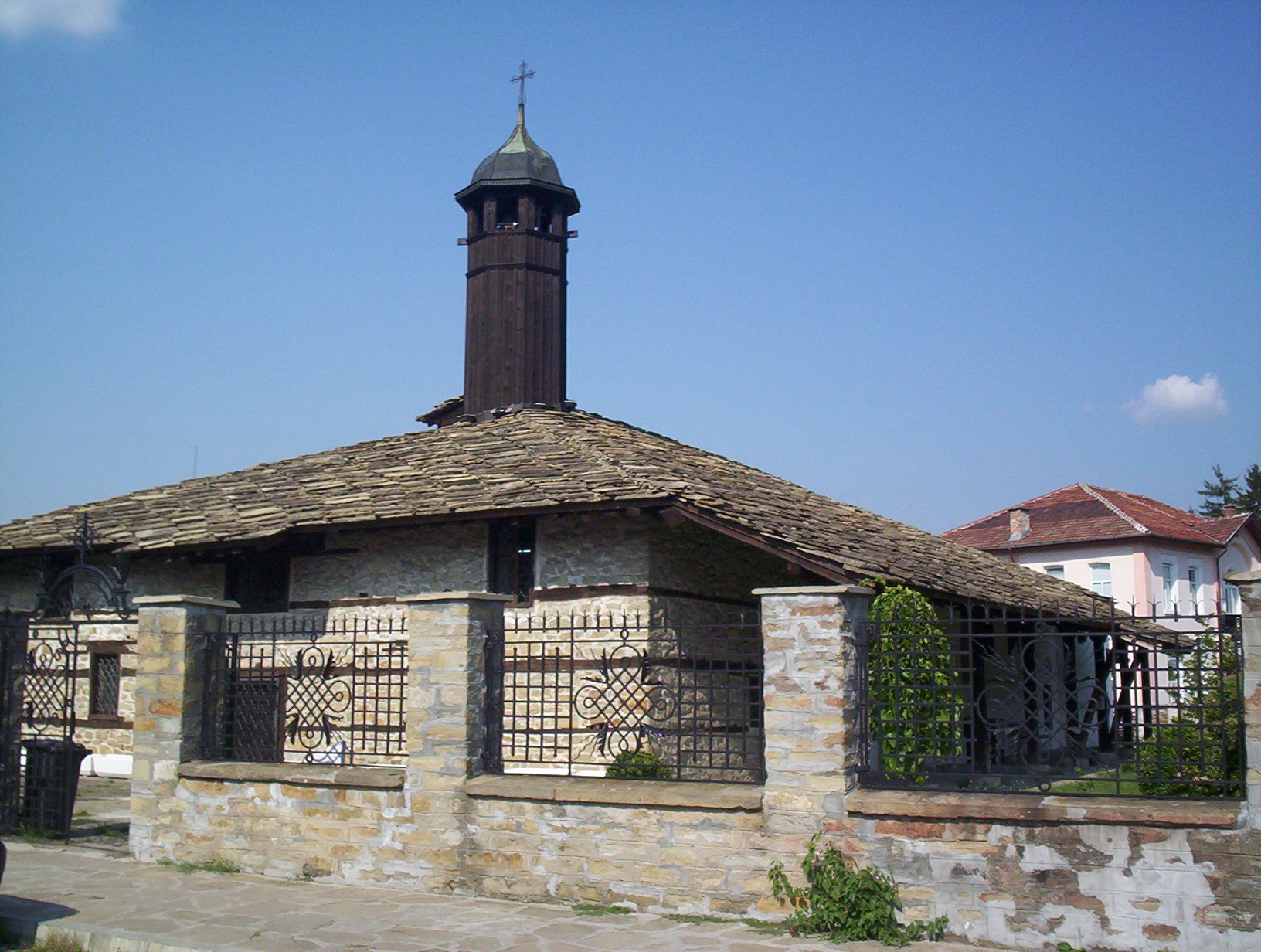
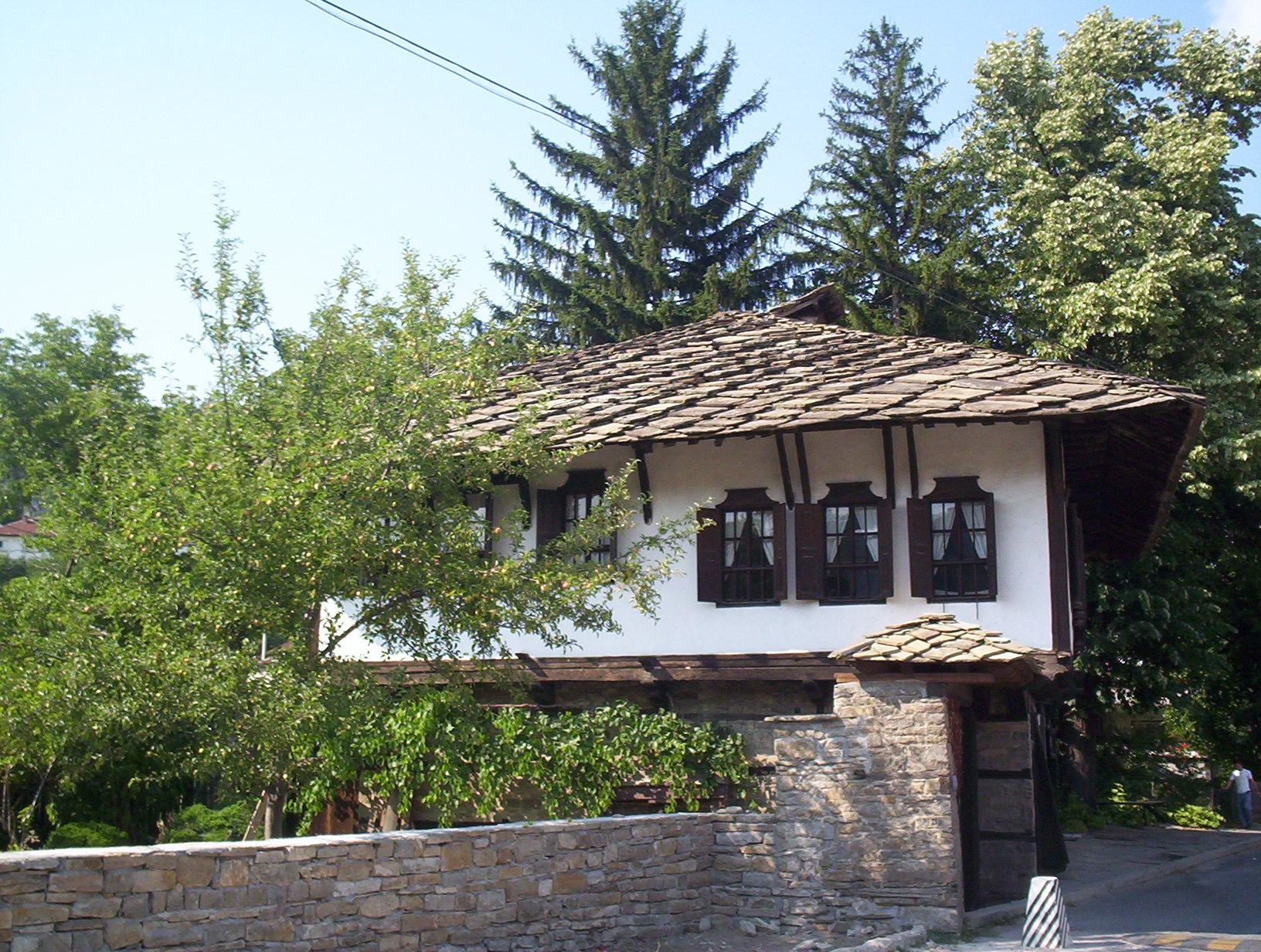

## Достопримечательности
- Музей иконописи и резьбы по дереву города Трявны — (болг. Специализиран музей за резбарско и зографско изкуство)
- Детская деревня SOS

## Города-побратимы
- Бриенц, Швейцария
- Осиповичи, Белоруссия